# Хендерсон, Альберт
Альберт Перси Хендерсон (англ. Albert Percy Henderson; 29 августа 1881, Галт, Онтарио — 20 августа 1947, Лос-Анджелес, Калифорния) — канадский футболист, чемпион летних Олимпийских игр 1904 года.
На Играх 1904 года в Сент-Луисе Хендерсон выступал за сборную Канады. Выиграв два матча и забив один гол в одном из них, он занял первое место и выиграл золотую медаль.